# Benjamin Libet
Benjamin Libet, ameriški psiholog in nevrolog, * 12. april 1916, Chicago, Illinois, ZDA, † 23. julij 2007, Davis, Kalifornija, ZDA. 
Poznan je po svojih eksperimentih na področju človeške zavesti in svobodne volje o nezavestnih procesih v možganih, ki vplivajo na zavestne odločitve.

## Življenje
Libet se je rodil židovskim staršem, ki so se priselili iz Ukrajine. Dedek po očetovi strani, Harry Libitsky, se je v Ameriko priselil že leta 1905 iz ukrajinskega mesta Brusilov, Libetova mama, Anna Charovsky, pa se je priselila leta 1913 iz Kijeva. Starša sta se prvič spoznala v Chicagu in se poročila leta 1915, sin Benjamin pa se je rodil približno 9 mesecev kasneje. Imel je tudi brata Meyerja in sestro Dorothy. Libet je obiskoval javno osnovno šolo, po tej pa se je vpisal na Srednjo šolo Johna Marshalla. Diplomiral je na Univerzi v Chicagu, kjer je študiral z Ralphom Gerardom.

## Eksperimenti
V sedemdesetih letih 20. stoletja je bil Libet vključen v raziskave o živčnih aktivnosti in mejah zaznavanja. Na začetku se je ukvarjal z določanjem, koliko aktivacije je potrebne v določenih delih možganov, da se sproži umetna somatska senzacija. Pri raziskavah se je zanašal na psihofizične postopke. To delo je kmalu prešlo v raziskavo o človeški zavesti. Njegov najbolj znani eksperiment naj bi dokazal, da nezavedni električni proces v možganih, kateremu rečemo Bereitschaftov potencial (ali pripravljenostni potencial), ki sta ga odkrila Lüder Deecke in Hans Helmut Kornhuber leta 1964, preseže zavestne odločitve. To nakazuje, da nezavedni živčni procesi prevladajo in potencialno povzročijo voljna dejanja, ki so retrospektivno doživeta kot subjektova zavestno motivirana dejanja.
Ta eksperiment je bil sporen ne samo zaradi dejstva, da dvomi v svobodno voljo, temveč tudi zaradi kritike nakazanih domnev. Navdušil je tudi nadaljnja raziskovanja nevroznanosti svobodne volje.

### Oprema
Libet je želel izmeriti povezavo med podzavestnimi procesi in občutki svobodne volje ter dejanj, zato je potreboval objektivno metodo ocenjevanja posameznikovih zavestnih izkušenj o izvedenem dejanju. Rezultat je kasneje primerjal s podatki o električnih impulzih možganov med tem dejanjem. To je bil glavni razlog za potrebo po posebni opremi.
Prva naprava je bila katodni osciloskop, ki je navadno uporabljen za risanje grafov frekvenc in amplitud električnih signalov. Libet ga je z nekaj prilagoditvami spremenil v merilec časa. Namesto prikazovanja zaporedij valov je bil izhodni izpis le točka, ki je potovala po krožnici, podobno kot sekundni kazalec na uri. Merilec je bil nastavljen na 43 ms, kar je ustrezalo času, ki ga je točka porabila za prehod med intervaloma. Ker je bila njena hitrost ves čas enaka, je bilo vsako spremembo poti možno preračunati v čas, ki ga je točka porabila za premik na krožnici.
Da bi v tem času meril tudi možgansko aktivnost, je Libet uporabljal elektroencefalogram (EEG). Le-ta uporablja majhne elektrode, postavljene na različnih mestih lasišča, ki merijo nevronske aktivnosti možganske skorje, zunanjega dela možganov, ki ima ključno vlogo pri zavesti. Potovanje električnih signalov po delih možganske sredice namreč povzroči razlike v napetosti, ki jo merijo EEG elektrode. Te razlike se nato odražajo v nevronskih aktivnostih določenega predela možganske skorje.
Za merjenje časa zavednega premika je uporabil elektromiograf (EMG), ki je posnel premike mišic s pomočjo elektrod, pripetih na kožo podlakti. Čas EMG-ja je predstavljal začetni čas, glede na katerega je postavil in preračunal tudi ostale čase.

### Metode
Raziskovalci, ki so uporabljali Libetov proces, so prosili sodelujoče naj sedejo za mizo pred osciloskopski kronometer. Na udeleženčevo čelo so namestili EEG elektrode in nato naročili udeležencem, naj izvedejo majhna in preprosta motorična dejanja, kot so pritiskanje gumbov ali raztegovanje prsta oz. zapestja v določenem časovnem intervalu. Ni pa bilo postavljenih omejitev, kolikokrat so udeleženci lahko izvedli to dejanje v tem intervalu.
Med poskusom je bilo osebi naročeno, naj si zapomni lokacijo točke, ki jo bo izrisal osciloskopski merilec v trenutku, ko se bo “odločil dejanje izvesti” (preizkusni poskusi z Libetovo opremo so pokazali največ 50 ms odstopanje). Pritisk na gumb pa je zabeležil lokacijo točke na oscilatorju elektronsko. S primerjavo časa pritiska gumba z “zavestnim izvajanjem dejanja” so raziskovalci lahko izračunali celotni čas poskusa, trajajoč od “odločitve svobodne volje” do posledičnega dejanja. V povprečju je med odločitvijo svobodne volje in pritiskom gumba minilo 200 ms.
Raziskovalci so pregledali tudi EEG posnetke za vsak poskus, upoštevajoč tudi čas, potreben za izvedbo dejanja. Zaznali so, da se je možganska aktivnost za začetek dejanja povprečno pojavila že 500 ms pred pritiskom na gumb. Še bolj zanimivo je, da so raziskovalci zaznali okvirno možgansko aktivnost že 300 ms preden se je oseba zavedala delovanja svobodne volje. Nezavestna nakopičenost električnih impulzov v možganih je torej prehitela zavestne odločitve. Razlika signalov v EEG, ki kaže na te impulze, je dobila ime Bereitschaftov potencial ali pripravljenostni potencial. 
Od leta 2008 vemo, da se prihajajoči izid odločitve pojavi v prefrontalni skorji in temenskem režnju kar do 7 sekund pred osebkovim zavedanjem odločitve (Keim, 2008).

### Implikacija Libetovih eksperimentov
Libetovi eksperimenti so pokazali, da so nezavedni procesi v možganih pravi pobudnik za dejanja svobodne volje. Svobodna volja torej nima nobenega vpliva v pobudi teh procesov. Če so nezavedni procesi vzpodbudili neko dejanje, preden je zavest to zaznala, je vloga zavesti v hotenju popolnoma izključena.
Libet misli, da je zavestna samovolja izvedena v obliki “moči veta”, kar pomeni, da je zavestna privolitev potrebna za dovoljenje nezavestnega naraščanja pripravljenostnega potenciala, ki je uresničen kot premik. Dokler zavest ne vpliva na izvedbo dejanj svobodne volje, Libet predlaga, da ima še zmeraj vlogo v zatiranju ali zadrževanju dejanj spodbujenih s strani nezavestnega. Omenil je, da se je vsak že kdaj zadržal pred izvedbo dejanja, ki ga je spodbudila nezavest. Ker se subjektivna izkušnja zavestne volje do dejanja zgodi samo 200 ms pred samim dejanjem, to pusti zavesti samo 100-150 ms, da nasprotuje dejanju ( to je zato, ker je zadnjih 20 ms pred dejanjem zasedenih z aktivacijo motoričnih živcev v hrbtenjači preko primarne motorične skorje, upoštevati pa moramo tudi odstopanje, ki nastane pri uporabi oscilatorja).
Libetovi eksperimenti so dobili podporo od drugih raziskav, ki so povezana z nevroznanostjo svobodne volje.

## Odzivi filozofov
V kolikor je zavest le stranski učinek (epifenomen) nevronskih funkcij, Libetovi poskusi potrjujejo epifenomenalistično teorijo. Razlage o zavestni pobudi naših dejanj naj bi veljale le za nazaj. Vendar je takšno povezovanje eksperimentalne prakse s filozofsko teorijo problematično. 

### Problem merjenja časa
Daniel Dennett trdi, da iz Libetovih poskusov zaradi dvoumnosti časov vključenih dogodkov ne moremo dobiti jasnega zaključka o svobodni volji. Libet namreč pravi, da se pripravljenostni potencial s pomočjo elektrod zgodi samodejno. Odvisen pa je tudi od osebe, saj mora ta povedati položaj roke, da izvemo, kdaj je bila zavestna odločitev sprejeta. Kot poudarja Dennett, je to samo domnevanje povezovanja različnih stvari, ne pa dejanski čas, v katerem se stvari zgodijo.
Recimo, da bi Libet vedel, da je potencial pripravljenosti osebe dosegel vrh v 6.810 ms eksperimentalnega poskusa, oseba pa je poročala, da je bila točka na uri navzdol šele pri 7.005 ms. Koliko milisekund moramo torej dodati temu času, da dobimo čas, ko se je oseba tega zavedala? Svetloba pride v očesno zrklo skoraj v trenutku, pot signalov od mrežnice do vidnega korteksa pa traja 5 do 10 ms. To je sicer majhen odmik v 300 ms poskusu, toda koliko dodatnega časa potrebujejo, da se oseba tega začne zavedati? Vidni signali morajo biti obdelani čim hitreje, da lahko oseba sprejme takojšnjo zavestno odločitev.

### Subjektivno pričakovanje izkušnje
Na nevzdržnost Libetove zgodnja teorije, ki se je nanašala na povratno vzročnost, je med prvimi opozorila Patricia Churchland. Libet je argumentiral, da podatki predlagajo, da mi retrospektivno postavimo začetek senzacije pred prvim momentom nevronskega odziva. Ljudje so si njegovo delo o spodbudi in senzaciji razlagali na različne načine. John Eccles je predstavil Libetovo delo, kot da predlaga korak nazaj v času, ki ga je naredil nefizični um. Edoardo Bisiach (1988) je opisal Eccelesa kot pristranskega, in komentiral: 
“Očiten zaključek je, da avtorji sami želijo prisilno vplivati na bralca. [...] Ovržejo alternativno razlago, ki jo je predlagal Mackay v diskusiji z Libetom, zaradi dejstva, da naj bi se subjektova napotitev nazaj se zgodila zaradi varljive presoje subjekta, ko le-ta poroča čase. Pomembnejše je, da je Libet namiguje k ‘nepremagljivimi problemi resnih misli’ za identitetno teorijo (misli in materije), ki je bila povzročena z njihovimi podatki.”
Libet je kasneje zaključil, da ni možno videti nevronskih mehanizmov, ki bi bili lahko razumljeni, kot da direktno posredujejo ali upoštevajo subjektivno senzorično napotitev nazaj v času. Predpostavil je, da  primarni priklicni potencial služi kot “časovni označevalec”. Priklicni potencial je oster pozitivni potencial, ki se prikaže v ustrezni senzorni regiji možganov okoli 25 ms po dražljaju kože. Njegovi poskusi demonstrirajo, da obstaja avtomatski subjektivni napotek zavestnega doživetja nazaj v času, ki pripada temu “časovnemu označevalcu”. Dražljaj kože ne vstopi v našo zavestno pozornost dokler ne poteče 500 ms, ampak subjektivno čutimo, da se je zgodila istočasno kot dražljaj.
Za Libeta so bili subjektivni napotki le mentalna funkcija brez enake nevronske baze v možganih. Ta predlog pa je lahko tudi posplošen:
“Transformacija iz nevronskih vzorcev v subjektivno reprezentacijo, bi se razvila v mentalni sferi, ki se je pojavila iz nevronskega vzorca. [...] moj pogled na mentalno subjektivno funkcijo je, da je pojavitvena lastnost pravilnega delovanja možganov. Zavestna mentalnost ne mora obstajati brez procesov v možganih, ki jo omogočijo. Vendar, ker se pojavi iz aktivnosti možganov kot edinstvena lastnost fizičnega sistema, lahko mentalnost predstavi fenomene, ki niso jasno vidni v nevronskih možganih, ki so jo proizvedli.”

## Libetova teorija zavedanja
V poznejšem obdobju svojega življenja je Libet predlagal teorijo zavedanja, ki jo je poimenoval conscious mental field (CMF). S to teorijo je hotel razložiti nastanek in pojavnost zavesti v fizičnih možganih. Dve glavni motivaciji za ta predlog sta bili fenomen enotnosti subjektivne zavestne izkušnje in fenomen, da zavestna mentalna funkcija vpliva na aktivnost nevronov.
Glede enotnosti zavestne izkušnje je Libetu postajalo vedno bolj jasno, da je veliko funkcij možganske skorje lokaliziranih tudi do mikroskopskega nivoja možganov in še zmeraj so zavestne izkušnje, ki se nanašajo na ta območja, integrirane in združene. Ne občutimo namreč neskončnega števila posameznih dogodkov, ampak združeno integrirano zavest, npr. brez lukenj v prostorskih in barvnih slikah. Za Libeta nekateri združitveni procesi oz. fenomeni posredujejo transformacijo lokaliziranih, določenih nevronskih reprezentacij v našo združeno zavestno izkušnjo. Ta proces je bil najbolj ustrezen v mentalni sferi, ki se pojavi iz nevronskih dogodkov, tako imenovana zavestna mentaliteta.
Zavestna mentaliteta je posredovalec med fizično aktivnostjo nevronov in pojavom subjektivne izkušnje. Torej je zavestna mentaliteta entiteta v kateri je prisotna subjektivna izkušnja in zagotavlja sposobnost, da vpliva ali spremeni nevronske funkcije. Libet je predlagal, da je zavestna mentaliteta lastnost pojavnega fenomena možganov; ne obstaja brez možganov, ampak se pojavi iz primernega sistema nevronske aktivitete. Ta predlog je povezan z elektromagnetnimi teorijami zavesti.
Da bi preizkusil zmožnost zavestne mentalitete ter dokazal, da vpliva na nevronske funkcije, je Libet predlagal poskus v katerem bi kirurško izoliral del možganske skorje. Če električni dražljaj izolirane možganske skorje lahko povzroči introspektivni signal subjekta, potem lahko zavestna mentaliteta aktivira ustrezna možganska območja, da bi sprožila signal. Ta rezultat bi direktno dokazal, da bi zavestna mentaliteta lahko vplivala na nevronske funkcije na način, ki bi upošteval aktivnost zavestne volje.
Libet je nadalje razložil zavestno mentaliteto:
“Zavestna mentaliteta ni Kartezijev dualistična podstat; ni ločljiva od možganov, vendar naj bi bila lokalizirana sistemska lastnost, ki nastane s primernimi nevronskimi aktivnostmi in ne more obstajati brez njih. Ni duh v mehanizmu. Kot sistem, ki je proizveden iz bilijonov ukrepov nevronov, pa ima lahko lastnosti, ki niso direktno predvidljive s pomočjo ukrepov nevronov. Je nefizični fenomen, kot subjektivna izkušnja, ki jo predstavlja. Elementi, ki pripomorejo k procesu nastanka zavestne mentalitete, ne morejo biti opisani. Morajo biti sprejeti kot nov temeljni fenomen narave, ki je drugačen od ostalih temeljnih danih stvari, kot so gravitacija in elektromagnetizem.”

## Dela in omembe v slovenščini
- Ilievski, O. 2017. Libetova svobodna volja in fenomenologija odločanja: Magistrsko delo. Ljubljana: lastna založba.

- Libet, B. 2007. Ali imamo svobodno voljo?. Ljubljana.

- Ule, J. 1999. Zavest in možgani. Anthropos (Ljubljana), letnik 31, številka 4/6, str. 21-36. Dostopno na naslovu: http://www.dlib.si/?URN=URN:NBN:SI:doc-JZWFZU30